# نورة حمزاوي
نورا حمزاوي (بالفرنسية: Nora Hamzawi)‏ هي ممثلة فرنسية من أصول سورية ولدت 29 أبريل 1985 في مدينة كان الفرنسية هي ممثلة كوميدية وكاتبة عمود في إذاعة فرانس انتر في البرنامج سنقوم كل قضاء.

## روابط خارجية
- نورة حمزاوي على موقع IMDb (الإنجليزية)
- نورة حمزاوي على موقع قاعدة بيانات الأفلام العربية
- نورة حمزاوي على موقع ألو سيني (الفرنسية)
- نورة حمزاوي على موقع ميوزك برينز (الإنجليزية)
- نورة حمزاوي على موقع قاعدة بيانات الفيلم (الإنجليزية)